# Afeganistão nos Jogos Olímpicos de Verão de 1948
O Afeganistão participou nos Jogos Olímpicos de Verão de 1948 em Londres com uma delegação composta por 30 atletas. O país disputou medalhas em duas modalidades: futebol e hóquei sobre a grama.

## Desempenho

### Futebol(16 atletas)
Masculino
| Equipe | Fase preliminar        | Fase de grupos         | Semifinal              | Final                  | Classificação final |
| Equipe | Adversário e resultado | Adversário e resultado | Adversário e resultado | Adversário e resultado | Classificação final |
| --- | ---------------------- | ---------------------- | ---------------------- | ---------------------- | ------------------- |
| - Abdul Ahad Kharot - Abdul Ghafoor Assar - Abdul Ghafoor Yusufzai - Abdul Ghani Assar - Abdul Amid Tajik - Abdul Shakur Azimi - Abdul Wahid Etemadi - Mohammad Anwar Afzal - Mohammad Anwar Kharot - Mohammad Sarwar Yusufzai - Mohammad Ibrahim Gharzai - Yar Mohammad Barakzai - A.S.Mohammadzai - M.M.Azimi - M.U.Sadat - M.I.Tokhi | LUX Luxemburgo D 0-6   | Não avançou            | Não avançou            | Não avançou            | —                   |

### Hóquei sobre a grama(14 atletas)
Masculino
| Equipe | Fase de grupos                                                  | Fase de grupos | Semifinal              | Final                  | Classificação final |
| Equipe | Adversário e resultado                                          | Posição        | Adversário e resultado | Adversário e resultado | Classificação final |
| --- | --------------------------------------------------------------- | -------------- | ---------------------- | ---------------------- | ------------------- |
| - Abdul Kadir Nuristani - Ahmad Jahan Nuristani - Ahmad Tajik - Ahmad Yusufzai - Bakhteyar Gulam Mangal - Din Mohammad Nuristani - G. Jagi - Jahan Gulam Nuristani - Khan Nasrullah Totakhail - Mohammad Amin Nuristani - Mohammad Attai - Mohammad Jahan Nuristani - Mohammad Kadir Nuristani - Mohammad Khogaini | USA Estados Unidos V 2-0 SUI Suíça E 1-1 GBR Grã-Bretanha D 0-8 | 3º (Grupo B)   | Não avançou            | Não avançou            | —                   |